# Soriguera
Soriguera ist eine katalanische Gemeinde (Municipio) mit 444 Einwohnern (Stand: 2024) in der Provinz Lleida im Nordosten Spaniens. Sie ist Teil der Comarca Pallars Sobirà. Die Gemeinde besteht aus den Ortschaften Arcalís, Baro, Embonui, Escós, Estac, Freixa, Llagunes, Llavaners, Malmercat, Mencui, Puiforniu, Rubió, Saverneda, Soriguera, Tornafort und Vilamur. In Vilamur befindet sich der Verwaltungssitz.
1972 wurde die Gemeinde um die vormals eigenständige Kommune Estac erweitert.

## Lage
Soriguera liegt in den Pyrenäen etwa 125 Kilometer nordnordöstlich von Lleida in einer Höhe von ca. 1190 m. Die Gemeinde liegt nahe der Grenze zu Frankreich und Andorra wird vom Noguera Pallaresa durchflossen.

## Einwohnerentwicklung
| 1970 | 1981 | 1991 | 2001 | 2011 | 2021 |
| ---- | ---- | ---- | ---- | ---- | ---- |
| 311  | 257  | 290  | 314  | 368  | 431  |

## Sehenswürdigkeiten

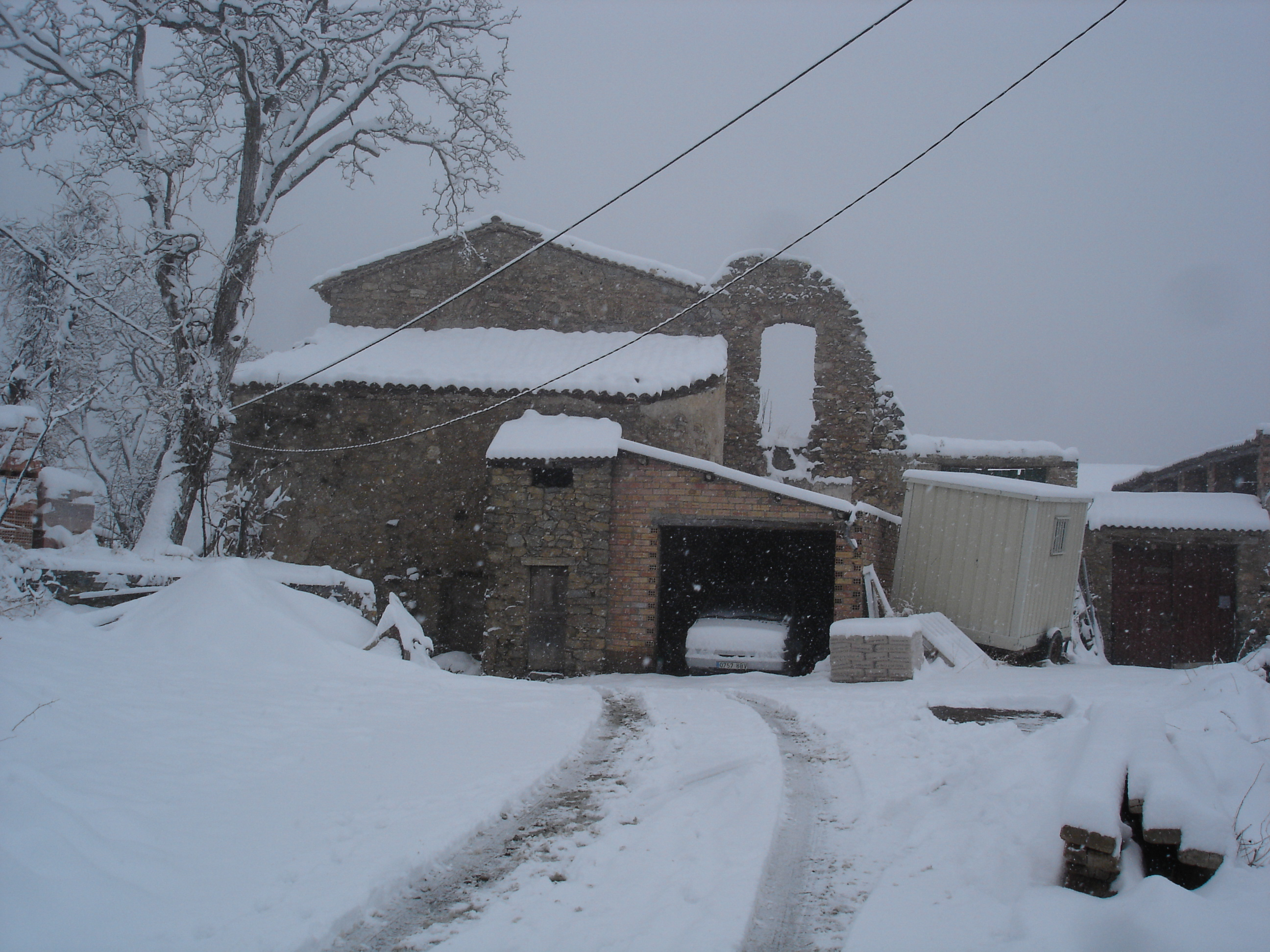
Burganlage von Bielsa
- archäologische Grabungsstätte einer iberischen Siedlung an der Stelle von Sant Creu de Llagúnes
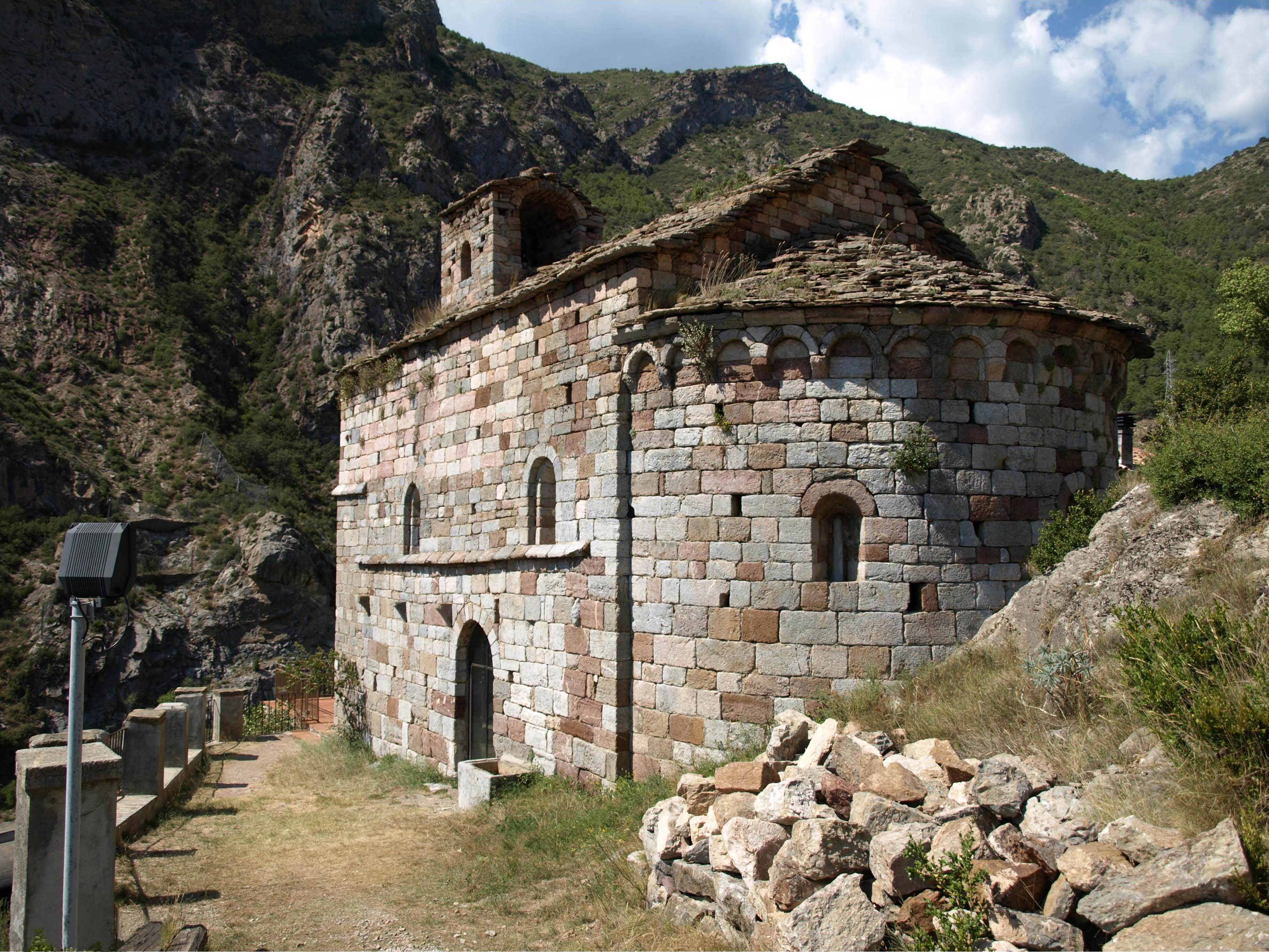
Marienkirche von Arboló
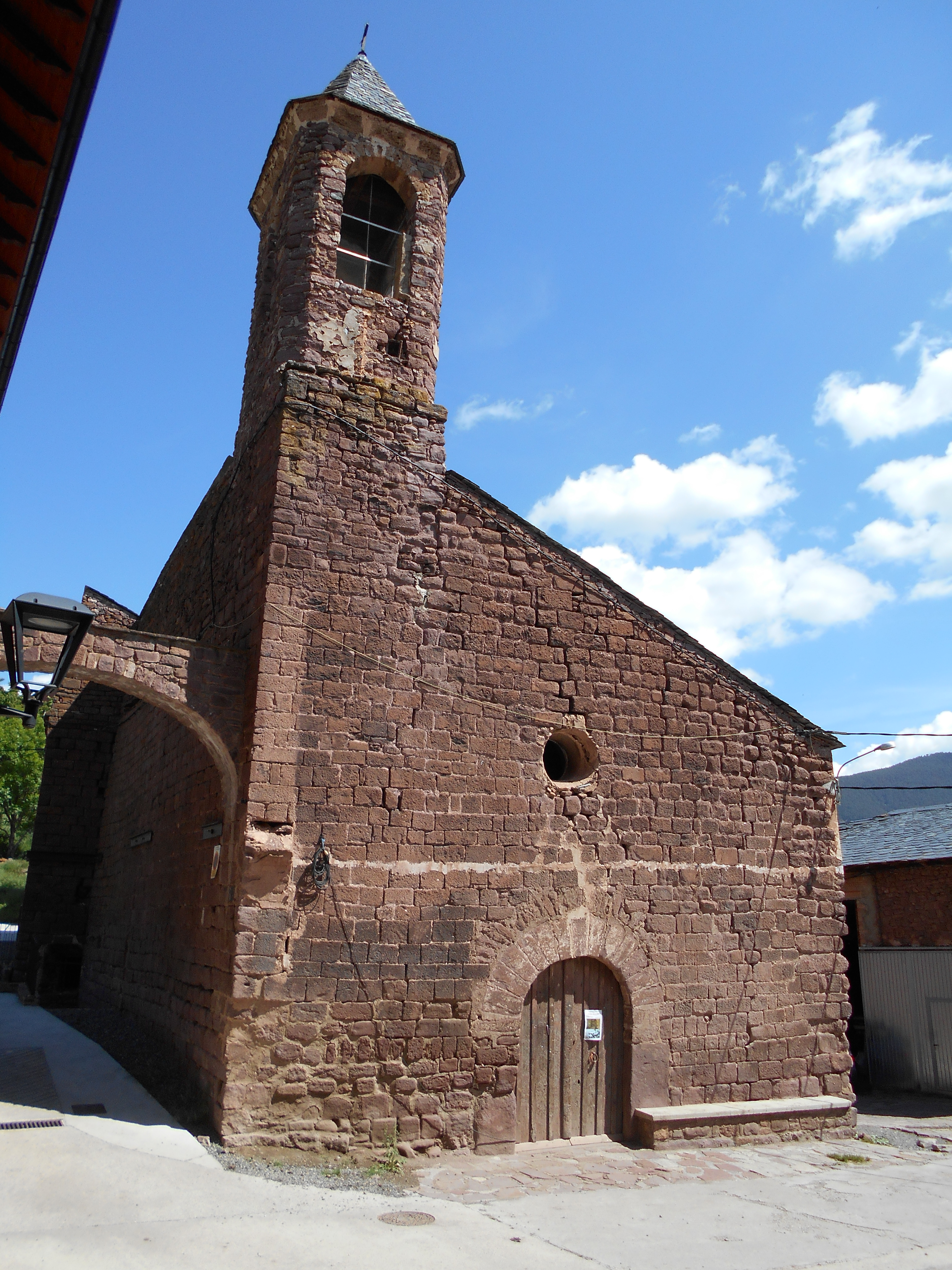
Marienkirche von Vilamur
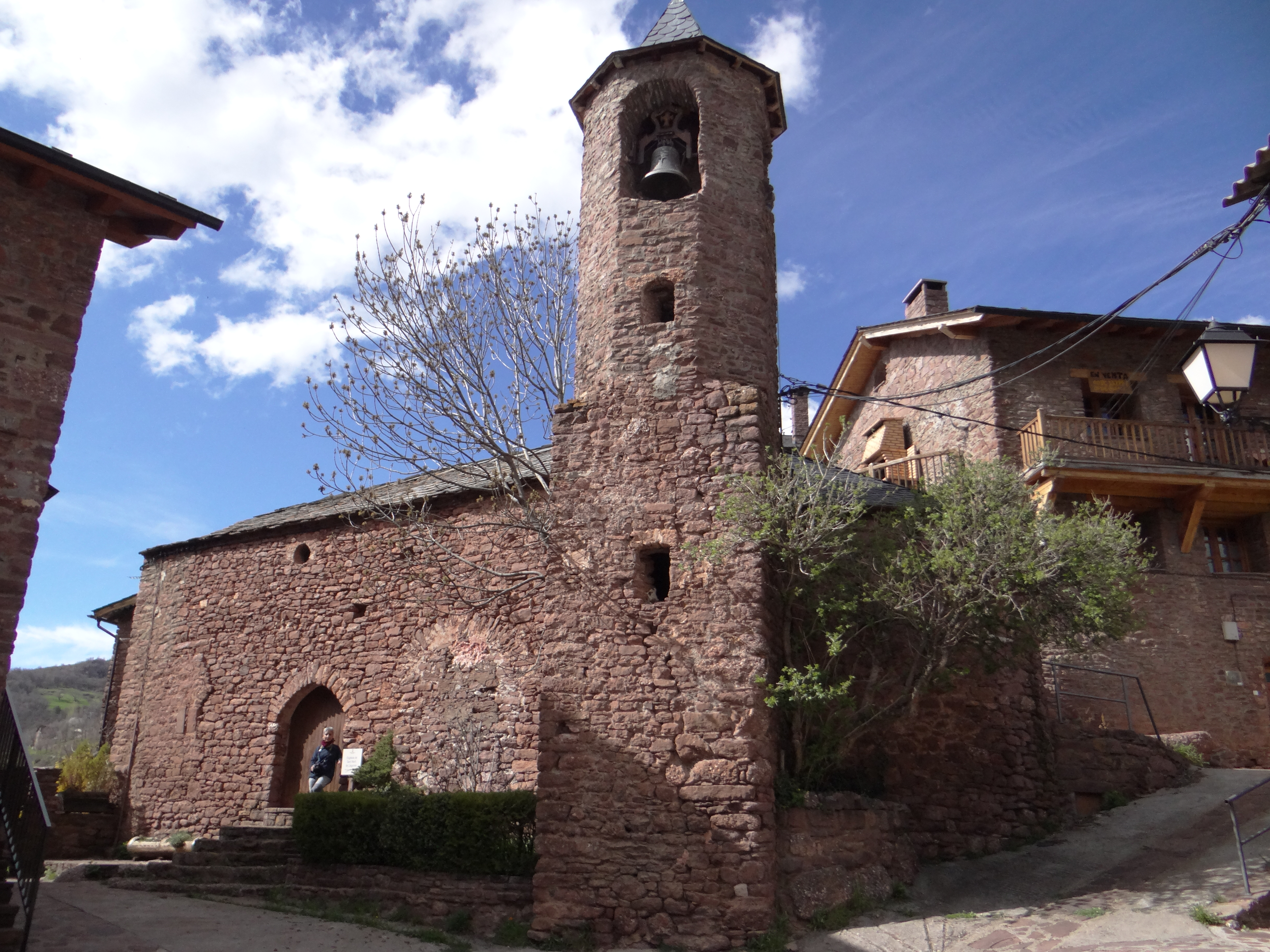
Martinskirche

- Martinskirche von Llagunes

- Burganlage von Bielsa
- Marienkirche von Arboló
- Marienkirche von Vilamur
- Martinskirche